# Concours de Genève (musique)
Pour les articles homonymes, voir Concours de Genève.
 (septembre 2023).
 (mai 2024).
La mise en forme du texte ne suit pas les recommandations de Wikipédia : il faut le « wikifier ».
Les points d'amélioration suivants sont les cas les plus fréquents. Le détail des points à revoir est peut-être précisé sur la page de discussion.
- Les titres sont pré-formatés par le logiciel. Ils ne sont ni en capitales, ni en gras.
- Le texte ne doit pas être écrit en capitales (les noms de famille non plus), ni en gras, ni en italique, ni en « petit »…
- Le gras n'est utilisé que pour surligner le titre de l'article dans l'introduction, une seule fois.
- L'italique est rarement utilisé : mots en langue étrangère, titres d'œuvres, noms de bateaux, etc.
- Les citations ne sont pas en italique mais en corps de texte normal. Elles sont entourées par des guillemets français : « et ».
- Les listes à puces sont à éviter, des paragraphes rédigés étant largement préférés. Les tableaux sont à réserver à la présentation de données structurées (résultats, etc.).
- Les appels de note de bas de page (petits chiffres en exposant, introduits par l'outil «  Source ») sont à placer entre la fin de phrase et le point final[comme ça].
- Les liens internes (vers d'autres articles de Wikipédia) sont à choisir avec parcimonie. Créez des liens vers des articles approfondissant le sujet. Les termes génériques sans rapport avec le sujet sont à éviter, ainsi que les répétitions de liens vers un même terme.
- Les liens externes sont à placer uniquement dans une section « Liens externes », à la fin de l'article. Ces liens sont à choisir avec parcimonie suivant les règles définies. Si un lien sert de source à l'article, son insertion dans le texte est à faire par les notes de bas de page.
- La présentation des références doit suivre les conventions bibliographiques. Il est recommandé d'utiliser les modèles {{Ouvrage}}, {{Chapitre}}, {{Article}}, {{Lien web}} et/ou {{Bibliographie}}. Le mode d'édition visuel peut mettre en forme automatiquement les références.
- Insérer une infobox (cadre d'informations à droite) n'est pas obligatoire pour parachever la mise en page.

Pour une aide détaillée, merci de consulter Aide:Wikification.
Si vous pensez que ces points ont été résolus, vous pouvez retirer ce bandeau et améliorer la mise en forme d'un autre article.
Créé en 1939, le Concours de Genève est un concours international de musique. Il a pour objectif de découvrir, promouvoir et soutenir de jeunes talents, et les aider à développer une carrière internationale.

## Historique
Le Concours de Genève est créé en 1939 par Henri Gagnebin et Frédéric Liebstöckl, sous le nom de Concours international d'exécution musicale de Genève (CIEM). En 1957, l'association du concours fait partie des membres fondateurs de la Fédération mondiale des concours internationaux de musique (FMCIM), dont le siège est à Genève.
Le concours est fondé par Henri Gagnebin, alors Directeur du Conservatoire de Genève et par Frédéric Liebstoeckl, musicien viennois établi à Genève. Ce dernier conduit le concours en tant que Secrétaire général pendant 40 années jusqu’à sa mort en 1979. M. Franco Fisch lui succède jusqu’en 1998. Didier Schnorhk en est depuis le troisième Secrétaire général.
La Présidence du Conseil de Fondation est assumée dès 1939 par Henri Gagnebin, puis par Samuel Baud-Bovy, Roger Vuataz, Jean Meylan, Claude Viala, Richard-A. Jeandin, François Duchêne, Christine Sayegh et aujourd'hui par Matteo Inaudi.
En 2000, le concours est renommé Concours de Genève.
Depuis 2003, le Concours de Genève offre des conseils ainsi que des concerts à ses lauréats pendant les deux années suivant l'obtention de leur prix. Articulé en plusieurs volets, le Programme de Soutien aux Lauréats offre à ces jeunes talents l’occasion de développer leur identité artistique et constitue un tremplin vers une carrière internationale.
Depuis 2003, un Concert des lauréats est également organisé chaque année. En 2007, l'intégralité de la finale du concours de chant est disponible en téléchargement libre depuis le site web de la Radio Suisse Romande.

## Organisation
Subventionnée par le canton de Genève et soutenu par des sponsors locaux, la Fondation du Concours de Genève est dirigée par un Conseil de Fondation, composé au moins de sept membres représentant au minimum l'Orchestre de la Suisse romande, le Grand Théâtre ainsi que le Conservatoire de musique de Genève.
Elle comprend également une commission artistique responsable des choix des disciplines, des membres du jury et des répertoires ainsi qu'un secrétariat chargé de la réalisation du Concours et placé sous la direction du Secrétaire général.

## Spécificités

### Pluridisciplarité
Depuis sa création, 26 disciplines ont été présentées : instruments, voix, musique d'ensemble, composition ou direction d'orchestre.
Huit disciplines prioritaires sont désignées : piano, flûte, clarinette, violoncelle, alto, quatuor à cordes, chant et percussion. Tous les deux ans, le Concours de Genève propose un Concours de Composition.

### Projet personnel artistique
Dans le but de permettre aux jeunes musiciens d’exprimer leur personnalité, le Concours de Genève propose à chaque demi-finaliste de présenter et défendre un projet artistique personnel que le Concours contribuera à réaliser dans le cadre de son Programme de Soutien aux Lauréats.

## Lauréats
La liste des lauréats des concours passés comprend des noms connus tels que Salvatore Accardo, Marie-Claire Alain, Maurice André, Martha Argerich, Arturo Benedetti-Michelangeli, Teresa Berganza, Victoria De Los Angeles, Alan Gilbert, Nelson Goerner, Friedrich Gulda, Heinz Holliger, Nobuko Imai, Maxence Larrieu, le Quatuor Melos, Emmanuel Pahud, Maurizio Pollini, Georg Solti, José Van Dam, Christian Zacharias ou Tabea Zimmermann.

### Liste des lauréats
Par année, les lauréats du Concours de Genève sont :
| Année | Discipline       | 1er Prix                              | 2e Prix                              | 3e prix                                       |
| ----- | ---------------- | ------------------------------------- | ------------------------------------ | --------------------------------------------- |
| 2024  | Composition      | Léo Albisetti et Caio De Azevedo      |                                      | Sang-Min Ryu                                  |
| 2024  | Chant            | Chelsea Marilyn Zurflüh               | Jungraeh Noah Kim                    |                                               |
| 2023  | Flûte,           | Elisaveta Ivanova                     | Mario Bruno et Yuan Yu               |                                               |
| 2023  | Quatuor à cordes | Novo Quartet                          | Quatuor Elmire et Quartett Hana      |                                               |
| 2022  | Piano            | Kevin Chen                            | Sergey Belyavsky                     | Kaoruko Igarashi et Zijian Wei                |
| 2022  | Composition      | Shin Kim                              | Yuki Nakahashi                       | Ármin Cservenák                               |
| 2021  | Violoncelle      | Michiaki Ueno                         | Bryan Cheng                          | Jaemin Han                                    |
| 2021  | Hautbois         | non attribué                          | non attribué                         | Natalia Auli, Louis Baumann et Zhiyu Sandy Xu |
| 2019  | Composition      | Daniel Arango-Prada et Hinako Takagi  | non attribué                         | Hyeon Joon Sohn                               |
| 2019  | Percussion       | Hyeji Bak                             | Marianna Bednarska                   | Till Lingenberg                               |
| 2018  | Clarinette       | Kevin Spagnolo                        | Vitor Fernandes                      | Carlos Ferreira                               |
| 2018  | Piano            | Dmitry Shishkin et Théo Fouchenneret  | non attribué                         | San Jittakarn                                 |
| 2017  | Composition      | Jaeyuck Choi                          | Yair Klartag                         |                                               |
| 2016  | Quatuor à cordes | Vision String Quartet                 | Quatuor Hanson                       | Abel Quartet                                  |
| 2016  | Chant            | non attribué                          | David Fischer                        | Seung-Jick Kim et Marina Viotti               |
| 2015  | Composition      | Shoichi Yabuta                        |                                      |                                               |
| 2014  | Piano            | Chloe Jiyeong Mun                     | Pallavi Mahidhara                    | Honggi Kim                                    |
| 2014  | Flûte            | non attribué                          | Adriana Ferreira et Yubeen Kim       | Elena Badaeva                                 |
| 2013  | Composition      | Kwang Ho Cho                          |                                      |                                               |
| 2012  | Piano            | Lorenzo Soulès                        | Mikhael Sporov                       | Aya Matsushita                                |
| 2011  | Quatuor à cordes | Quatuor Armida et Quatuor Hermès      | non attribué                         | Quatuor Girard                                |
| 2011  | Chant            | non attribué                          | non attribué                         | Antoinette Dennefeld et Ania Vegry            |
| 2010  | Piano            | Mami Hagiwara                         | Hyo Joo Lee et Maria Masycheva       |                                               |
| 2010  | Hautbois         | non attribué                          | Ivan Podyomov                        | Philippe Tondre                               |
| 2009  | Chant            | Polina Pasztircsák                    | Jung-Mi Kim                          | Marie-Adeline Henry                           |
| 2009  | Percussion       | non attribué                          | Ying-Yu Chang et Rémi Durupt         |                                               |
| 2008  | Violoncelle      | István Várdai                         | Alexander Buzlov                     | Peter Philipp Staemmler                       |
| 2008  | Piano            | non attribué                          | Hannes Minnaar et Duanduan Hao       | Da-Sol Kim                                    |
| 2007  | Chant            | non attribué                          | Jong Yoon Kook                       | Anna Kasyan                                   |
| 2007  | Clarinette       | non attribué                          | Shirley Brill                        | Valentin Uryupin et Uriel Vanchestein         |
| 2006  | Quatuor à cordes | non attribué                          | Quatuor Voce                         | Quatuor Esteves et Quatuor Galatea            |
| 2006  | Piano            | non attribué                          | Gilles Vonsattel et Yulianna Avdeeva | Yusuke Kikuchi                                |
| 2005  | Alto             | Ryszard Groblewski                    | Jennifer Stumm et Maxim Rysanov      |                                               |
| 2005  | Piano            | non attribué                          | Louis Schwizgebel-Wang               | Irina Zahharenkova et Alexander Yakovlev      |
| 2002  | Percussion       | Aiyun Huang                           | Gregory Beyer                        | Yi Ping Yang                                  |
| 2002  | Piano            | Sergei Koudriakov                     |                                      |                                               |
| 2001  | Quatuor          | Quatuor Terpsycordes                  |                                      |                                               |
| 2001  | Flûte            | Silvia Careddu                        |                                      |                                               |
| 2001  | Piano            | Roland Krüger                         |                                      |                                               |
| 2000  | Violoncelle      | Rafael Rosenfeld                      |                                      |                                               |
| 2000  | Chant            | Annette Dasch                         |                                      |                                               |
| 1998  | Hautbois         | Alexei Ogrintchouk                    |                                      |                                               |
| 1997  | Clarinette       | Martin Fröst                          |                                      |                                               |
| 1995  | Basson           | Laurent Lefèvre                       |                                      |                                               |
| 1994  | Direction        | Alain Gilbert                         |                                      |                                               |
| 1993  | Orgue            | Alessio Corti                         | Yves Rechsteiner                     | Thilo Muster                                  |
| 1992  | Flûte            | Emmanuel Pahud                        |                                      |                                               |
| 1992  | Percussion       | non attribué                          | Takafumi Fujimoto et Adam Weisman    | Hans-Kristian Sorensen                        |
| 1991  | Tuba             | Jens Bjorn-Larsen                     |                                      |                                               |
| 1991  | Violoncelle      | Wenn-Sinn Yang                        |                                      |                                               |
| 1990  | Piano            | Nelson Goerner                        |                                      |                                               |
| 1988  | Guitare          | Victor Vidovic                        |                                      |                                               |
| 1984  | Direction        | Grzegorz Nowak                        |                                      |                                               |
| 1982  | Alto             | Tabea Zimmermann                      |                                      |                                               |
| 1982  | Percussion       | Peter Sadlo                           |                                      |                                               |
| 1980  | Basson           | Gilbert Audin                         |                                      |                                               |
| 1972  | Clarinette       | Thomas Friedli                        | Michel Arrignon                      |                                               |
| 1972  | Percussion       | Sumire Yoshihara                      | Karen Ervin                          |                                               |
| 1971  | Violoncelle      | Myung-Wha Chung                       |                                      |                                               |
| 1969  | Piano            | Christian Zacharias                   |                                      |                                               |
| 1968  | Alto             | Nobuko Imai                           |                                      |                                               |
| 1966  | Quatuor          | Quatuor Melos                         |                                      |                                               |
| 1965  | Cor              | Michel Garcin-Marrou                  |                                      |                                               |
| 1964  | Chant            | José van Dam                          |                                      |                                               |
| 1964  | Harpe            | Susanna Mildonian                     |                                      |                                               |
| 1963  | Chant            | Bruce Abel                            |                                      |                                               |
| 1962  | Quintette à vent | Philharmonia Hungarica                |                                      |                                               |
| 1962  | Orgue            | Joachim Grubich                       |                                      |                                               |
| 1961  | Flûte            | Michel Debost                         |                                      |                                               |
| 1961  | Piano            | Désiré N'Kaoua                        |                                      |                                               |
| 1960  | Chant            | Adriana Macchiaioli Maliponte         |                                      |                                               |
| 1959  | Hautbois         | Heinz Holliger                        |                                      |                                               |
| 1959  | Piano            | Jean-Paul Sevilla                     |                                      |                                               |
| 1958  | Piano            | Maurizio Pollini                      |                                      |                                               |
| 1957  | Piano            | Martha Argerich, ex-aequo             |                                      |                                               |
| 1957  | Piano            | Dominique Merlet, ex-aequo            |                                      |                                               |
| 1956  | Hautbois         | André Lardrot                         |                                      |                                               |
| 1955  | Trompette        | Maurice André                         |                                      |                                               |
| 1954  | Quintette à vent | Ensemble Instrumental à Vent de Paris |                                      |                                               |
| 1954  | Flûte            | Raymond Guiot                         |                                      |                                               |
| 1954  | Piano            | Bernard Ringeissen                    |                                      |                                               |
| 1953  | Clarinette       | Norbert Bourdon                       | André Pons                           |                                               |
| 1951  | Cor              | Georges Barboteu                      |                                      |                                               |
| 1951  | Chant            | Jennifer Vyvyan, ex-aequo             |                                      |                                               |
| 1951  | Chant            | Mattiwilda Dobbs, ex-aequo            |                                      |                                               |
| 1950  | Trompette        | Roger Delmotte                        |                                      |                                               |
| 1950  | Chant            | Nell Rankin                           |                                      |                                               |
| 1950  | Chant            | Matti Lehtinen                        |                                      |                                               |
| 1949  | Piano            | Robert Weisz, à l'unanimité           |                                      |                                               |
| 1949  | Piano            | Maria Tipo                            |                                      |                                               |
| 1948  | Cor              | Gilbert Coursier                      |                                      |                                               |
| 1948  | Flûte            | Aurèle Nicolet                        |                                      |                                               |
| 1947  | Chant            | Victoria de los Ángeles               |                                      |                                               |
| 1946  | Piano            | Friedrich Gulda                       |                                      |                                               |
| 1945  | Piano            | Nico Kaufmann                         |                                      |                                               |
| 1944  | Piano            | Harry Datyner                         |                                      |                                               |
| 1942  | Piano            | Georg Solti                           |                                      |                                               |
| 1942  | Flûte            | Aurèle Nicolet                        |                                      |                                               |
| 1940  | Piano            | Rudolf am Bach                        |                                      |                                               |
| 1939  | Chant            | Maria Stader                          |                                      |                                               |
| 1939  | Chant            | Fritz Ollendorf                       |                                      |                                               |
| 1939  | Flûte            | André Jaunet                          |                                      |                                               |
| 1939  | Piano            | Arturo Benedetti Michelangeli         |                                      |                                               |